# Ken Maynard
Kenneth Olin Maynard ou simplesmente Ken Maynard (Vevay, Indiana, 21 de julho de 1895 – Los Angeles, Califórnia, 23 de março de 1973) foi um ator e dublê cinematográfico estadunidense, considerado o primeiro cowboy cantor do cinema. Seu cavalo Tarzan era capaz de dançar, balançar afirmativa e negativamente a cabeça, salvar vítimas de incêndios, fingir-se de morto, acionar campainhas de alarme, derrubar portas, salvar o dono em situações difíceis, servir de cupido, saltar sobre chamas, rir, capturar bandidos e uma série de outros truques aprendidos em circos.

## Biografia
Ken Maynard nasceu a 21 de julho de 1895, filho de William H. e Emma May Maynard. Aos 12 anos fugiu de casa para se juntar a um circo com espetáculos do velho oeste, e apesar de o pai o ter trazido de volta, quatro anos depois, conseguiu permissão do pai para trabalhar no King Ranch, no Texas. Ali, aprendeu a ser cowboy, transferindo-se posteriormente para o Kit Carson Wild West Show.
Maynard passou a trabalhar em circos, tendo passado pelo Buffalo Bill's Wild West (1913), Kit Carson's Wild West (1914) e diversos outros pelos anos seguintes, exceto por um breve período na Engenharia do Exército de seu país, durante a Primeira Guerra Mundial. Foi no circo que aprendeu as incríveis acrobacias que mostrava em seus filmes, entre elas cavalgar seis cavalos ao mesmo tempo. Em 1920, ganhou o troféu “All Around Champion of the World”, no rodeio de Pendleton, rendendo-lhe um contrato com o Ringling Brothers Circus. Durante uma temporada no Ringling, Tom Mix ajudou-o a aparecer no cinema; tendo assinado com a 20th Century Fox, estreou numa ponta em Brass Commandments, um faroeste de janeiro de 1923 com William Farnum, dirigido por Lynn Reynolds, e em um filme de Dustin Farnum, “The Man who Won” (Redenção de uma Alma), de agosto de 1923, produzido pela 20th Century Fox e dirigido por William A. Wellman.
Nessa época, Maynard casou com Jeanne Knudsen, de quem se divorciaria depois. Sua melhor oportunidade no cinema, porém, surgiu em 1924, personificando Paul revere em “Janice Meredith” (Janice Meredith), da Cosmopolitan de William Randolph Hearst, ao lado de Marion Davies. Voltando a Hollywood, porém, não obteve os convites que imaginara, apenas foi convidado por um produtor independente, Clifford S. Elfelt, para uma série de 8 Westerns. Um desses filmes, "Fighting Courage", de 1926, foi relançado em 1929 pela Exhibitor’s Picture Corp. como seriado, em 10 capítulos, sob o nome "Range Fighter". 
Em 1926, Ken fez um filme fora do gênero Western, “North Star” (Estrela do Norte), co-estrela do pelo cão pastor Strongheart. Ingressou depois na First National, na época já casado com Mary Leeper, onde se tornou astro-cowboy nº 1, ao lado do cavalo Tarzan, fazendo 18 Westerns. Posteriormente foi para a Universal Pictures, com Carl Laemmie, e depois para várias companhias independentes, como a Tiffany e a World Wive, voltando depois para a Universal, de onde saiu novamente devido problemas com o alcoolismo e discussões com Laemmie.
Alguns pequenos papéis depois, estrelou vários filmes para a pequena produtora Davis Distributing, seguidos de outros para a First National, Universal Pictures, Tiffany (onde fez a transição para o cinema falado), Columbia Pictures, Mascot etc… Maynard praticamente introduziu os interlúdios musicais nos faroestes B, daí ser reconhecido como pioneiro nesta área. Aos contrário do que acontecia com outros cowboys cantores, porém, suas canções eram frequentemente humorísticas, e não românticas.
Nat Levine o levou para a Mascot Pictures, onde fez o seriado “Mystery Mountain” (A Montanha Misteriosa), e um de seus melhores filmes, “In Old Santa Fé” (Santa Fé), apresentando Gene Autry. Fez filmes para a Columbia Pictures, Grand National, Colony e Monogram, sem muito sucesso. Conheceu, na época, Bertha Rowland Denham, sua 3ª esposa, e perdeu seu cavalo Tarzan.
Reconhecido como o maior cowboy cantor nos anos que precederam Gene Autry e Roy Rogers, Maynard viu sua popularidade cair a partir da segunda metade da década de 1930. Além do mais, seu temperamento difícil acentuou-se com uma crescente dependência do álcool, que o deixava irascível e levava a grandes discussões com os chefes dos estúdios. Em 1936 organizou o Diamond K. Ranch Wild West Circus, que faliu em apenas duas semanas, deixando-o endividado. Paralelamente à carreira cinematográfica, trabalhou no Cole Brothers Circus entre 1937 e 1940. Já cansado e desiludido, aceitou participar do Trail Blazers, um trio Western com Hoot Gibson e Bob Baker (depois substituído por Bob Steele), com o qual fez seis filmes entre 1943 e 1944, para a Monogram, e outro trio com Eddie Dean e Max Terhune, para a Mattox, ficando afastado, depois, por 20 anos, dedicando-se ao Ken Maynard Circus.
Seus últimos anos foram trágicos: após a morte de sua terceira esposa, Bertha, com quem estivera casado por vinte anos, Maynard passou a viver sozinho em um trailer no Vale de San Fernando, California, alimentando seu alcoolismo. Surpreendentemente, aceitou um pequeno papel no filme Bigfoot, em 1970, ao lado de John Carradine, sua derradeira aparição nas telas. Uma mulher, que dizia ser, sucessivamente, sua esposa, sua agente e sua filha, vendeu todos seus bens. Incapaz de cuidar de si mesmo, Maynard foi internado no Motion Picture Country Hospital, para tratar de insuficiência alimentar, artrite e deterioração física generalizada. Ali, morreu em 23 de março de 1973, aos setenta e sete anos.

## Filmografia
Os títulos em português se referem às exibições no Brasil.

### Ator coadjuvante
- Brass Commandments, 1923; faroeste estrelado por William Farnum
- The Man Who Won (Redenção de uma Alma) , 1923); faroeste dirigido por William A. Wellman
- The Gunfighter, 1923; faroeste estrelado por William Farnum
- Somebody Lied, 1923; comédia curta-metragem com Jean Arthur
- Cameo Kirby, 1923; drama dirigido por John Ford
- Janice Meredith (Janice Meredith), 1925); comédia passada durante a Revolução Americana no século XVIII
- The Voice of Hollywood No. 9, 1930; curta-metragem da Tiffany
- Bigfoot, 1970; terror estrelado por Christopher Mitchum e John Carradine

### Astro

#### Seriados
- The Range Fighter, 1926; dez episódios, faroeste. O filme "Fighting Courage" (1926) de Clifford S. Elfelt, foi transformado em seriado, com 10 capítulos, em 1929, sob o nome "The Range Fighter".
- A Montanha Misteriosa (Mystery Mountain, 1934); doze episódios, faroeste

#### Faroestes B
| - Fighting Courage, 1925 - The Demon Rider, 1925 - O Prêmio Tentador ($50.000 Reward, 1925) - Estrela do Norte (North Star, 1925) - The Grey Vulture, 1926 - The Haunted Range, 1926 - O Destemido (Señor Daredevil, 1926) - Cavaleiro Incógnito (The Unknown Cavalier, 1926) - Selvas e Conquistas (The Overland Stage, 1927) - Terrores da Fronteira (Somewhere in Sonora, 1927) - Terra de Ninguém (The Land Beyond the Law, 1927) - A Sela do Diabo (The Devil's Saddle, 1927) - A Horda Vermelha (The Red Raiders, 1927) - O Evangelho de Fogo (Gun Gospel, 1927) - Trato é Trato (The Wagon Show, 1928) - O Vale da Aventura (The Canyon of Adventure, 1928) - O Cavaleiro da Esperança (The Upland Rider, 1928) - Tirando a Limpo (Code of the Scarlet, 1928) - A Gloriosa Jornada (The Glorious Trail, 1928) - A Cidade Fantasma (The Phantom City, 1928) - A Rédea Solta (Cheyenne, 1929) - Legião Suspeita (The Lawless Legion, 1929) - A Mala da Califórnia (California Mail, 1929) - Cavaleiro Real (The Royal Rider, 1929) - Os Cargueiros do Deserto (The Wagon Master, 1929) - O Prêmio do Amor (Señor Americano, 1929) - Parada do Oeste (Parade of the West, 1930) - Sela da Sorte (Lucky Lurkin, 1930) - A Legião dos Heróis (The Fighting Legion, 1930) - Missão de Vingança (Mountain Justice, 1930) - Audaz Cavaleiro (Song of the Caballero, 1930) - Amizade Redentora (Sons of the Saddle, 1930) - Luta de Vingança (Fightin' Thru, 1930) - Sombras da Morte (The Two Gun Man, 1931) - Ódio e Vingança (Alias the Bad Man, 1931) - O Terror do Arizona (The Arizona Terror, 1931) - A Lei das Montanhas (Range Law, 1931) - Homens Marcados (Branded Men, 1931) - O Crime do Renegado (The Pocatello Kid, 1931) - Emboscada Fatal (The Sunset Trail, 1932) - Um Texano Valente (Texas Gun-Fighter, 1932) - Corisco do Inferno (Hell Fire Austin, 1932) | - Herói da Fronteira (Whistlin' Dan, 1932) - Rancho Dinamite (Dynamite Ranch, 1932) - Tarzan, o Cavalo Selvagem (Come On, Tarzan, 1932) - Entre Lutadores (Between Fighting Men, 1932) - O Fantasma do Desfiladeiro (Tombstone Canyon, 1932) - O Defensor da Lei (Drum Taps, 1933) - O Terror do Oeste (The Phantom Thunderbolt, 1933) - Vingador Silencioso (The Lone Avenger, 1933) - Vencedor Modesto (King of the Arena, 1933) - O Envergonhado (The Fiddlin' Buckaroo, 1933) - Luta de Astúcia (The Trail Drive, 1933) - O Segredo das Selvas (Strawberry Roan, 1933) - O Bandido do Cavalo Branco (Fargo Express, 1933) - O Passo Fatal (Gun Justice, 1933) - Rodas do Destino (Wheels of Destiny, 1934) - Dívida de Honra (Honor of the Range, 1934) - Desafiando o Perigo (Smoking Guns, 1934) - Santa Fé (In Old Santa Fe, 1934) - Em Caminho do Oeste (Western Frontier, 1935) - Coragem do Sertão (Western Courage, 1935) - Salteadores do Deserto (Lawless Riders, 1935) - Apuros de Herdeiro (Heir to Trouble, 1935) - Ladrão de Gado (The Cattle Chief, 1936) - Águas Vingadoras (Avenging Waters, 1936) - Heróis da Serra (Heroes of the Range, 1936) - O Xerife Fugitivo (The Fugitive Sheriff, 1936) - Boots of Destiny, 1937 - Trailing Trouble, 1937 - Whirlwind Horseman, 1938 - Six-Shootin' Sheriff, 1938 - Flaming Lead, 1939 - Death Rides the Range, 1940 - Phantom Rancher, 1940 - Lightning Strikes West, 1940 - O Mistério do Desfiladeiro (Wild Horse Stampede, 1943); série "Trail Blazers" - Nas Malhas da Lei (The Law Rides Again, 1943); idem - Pistolas Chamejantes (Blazing Guns, 1943); idem - Vale da Morte (Death Valley Rangers, 1943); idem - Rumo ao Oeste (Westward Bound, 1944); idem - Falsários do Oeste (Arizona Whirlwind, 1944); idem - Harmony Trail, 1944 |